# Gwangju, Gyeonggi
Gwangju (hangul 광주시, hanja 廣州市) är en stad i den sydkoreanska provinsen Gyeonggi, och är en sydostlig förort till Seoul. Staden hade 393 954 invånare i slutet av 2020, varav 175 966 invånare bodde i själva centralorten.
Choi SooYoung, en av medlemmarna i K-popgruppen Girl's Generation eller SNSD, kommer härifrån.

## Administrativ indelning
Centralorten är indelad i sex stadsdelar (dong):
Gwangnam 1-dong,
Gwangnam 2-dong,
Gyeongan-dong,
Songjeong-dong,
Ssangnyeong-dong och
Tanbeol-dong.
Resten av kommunen är indelad i tre köpingar (eup) och fyra socknar (myeon):
Chowol-eup,
Docheok-myeon,
Gonjiam-eup,
Namhansanseong-myeon,
Namjong-myeon,
Opo-eup och
Toechon-myeon.